# Montalvo (canton)
Pour les articles homonymes, voir Montalvo.
Montalvo est un canton d'Équateur situé dans la province de Los Ríos.